# Phantasm III: Lord of the Dead
Phantasm III: Lord of the Dead  este un film american din 1994 regizat de Don Coscarelli. În rolurile principale joacă actorii Reggie Bannister, A. Michael Baldwin, Bill Thornbury, Gloria Lynne Henry, Kevin Connors, Cindy Ambuehl, Brooks Gardner, John Davis Chandler și Angus Scrimm.

## Distribuție
- Angus Scrimm - The Tall Man
- A. Michael Baldwin - Mike Pearson
- Reggie Bannister - Reggie
- Bill Thornbury - Jody Pearson
- Kevin Connors - Tim
- Gloria Lynne Henry - Rocky
- Cindy Ambuehl - Edna
- Brooks Gardner - Rufus
- John Davis Chandler - Henry
- Claire Benedek - mama lui Tim
- Sarah Scott Davis - Tanesha